# صنایع تویوتا
صنایع تویوتا (به ژاپنی: 株式会社豊田自動織機) شرکت ماشین‌سازی ژاپنی است، که در زمینه طراحی و تولید ماشین‌آلات نساجی، تجهیزات ترابری، دستگاه‌های الکترونیکی و قطعات خودرو و کامیون فعالیت می‌کند.
شرکت صنایع تویوتا در سال ۱۹۲۶ توسط ساکیشی تویودا تأسیس شد و هم‌اکنون به‌عنوان بزرگترین تولیدکننده لیفتراک در جهان شناخته می‌شود. همچنین یکی از بزرگترین سازندگان انواع کمپرسور در جهان به‌شمار می‌آید.
دفتر مرکزی این شرکت در شهر کاریا، آیچی، ژاپن قرار دارد و بخشی از سهام آن در بازار بورس توکیو معامله می‌شود.